# Leiocithara porcellanea
Leiocithara porcellanea é uma espécie de gastrópode do gênero Leiocithara, pertencente a família Mangeliidae.